# Naviglio Vallone
Il Naviglio Vallone, o Naviglio di Viarenna, era un canale artificiale navigabile di Milano che collegava la Cerchia dei Navigli, di cui era l'emissario principale, alla Darsena di Porta Ticinese. 
Lungo 700 metri, era fornito di una conca di navigazione, la Conca di Viarenna, che è stata realizzata contestualmente alla costruzione del Naviglio Vallone, tra il 1438 e il 1439. 
Il Naviglio Vallone, il cui percorso si snodava lungo via Conca del Naviglio, venne interrato tra il 1929 al 1930 contestualmente agli analoghi lavori di chiusura della Cerchia dei Navigli. 

## Storia

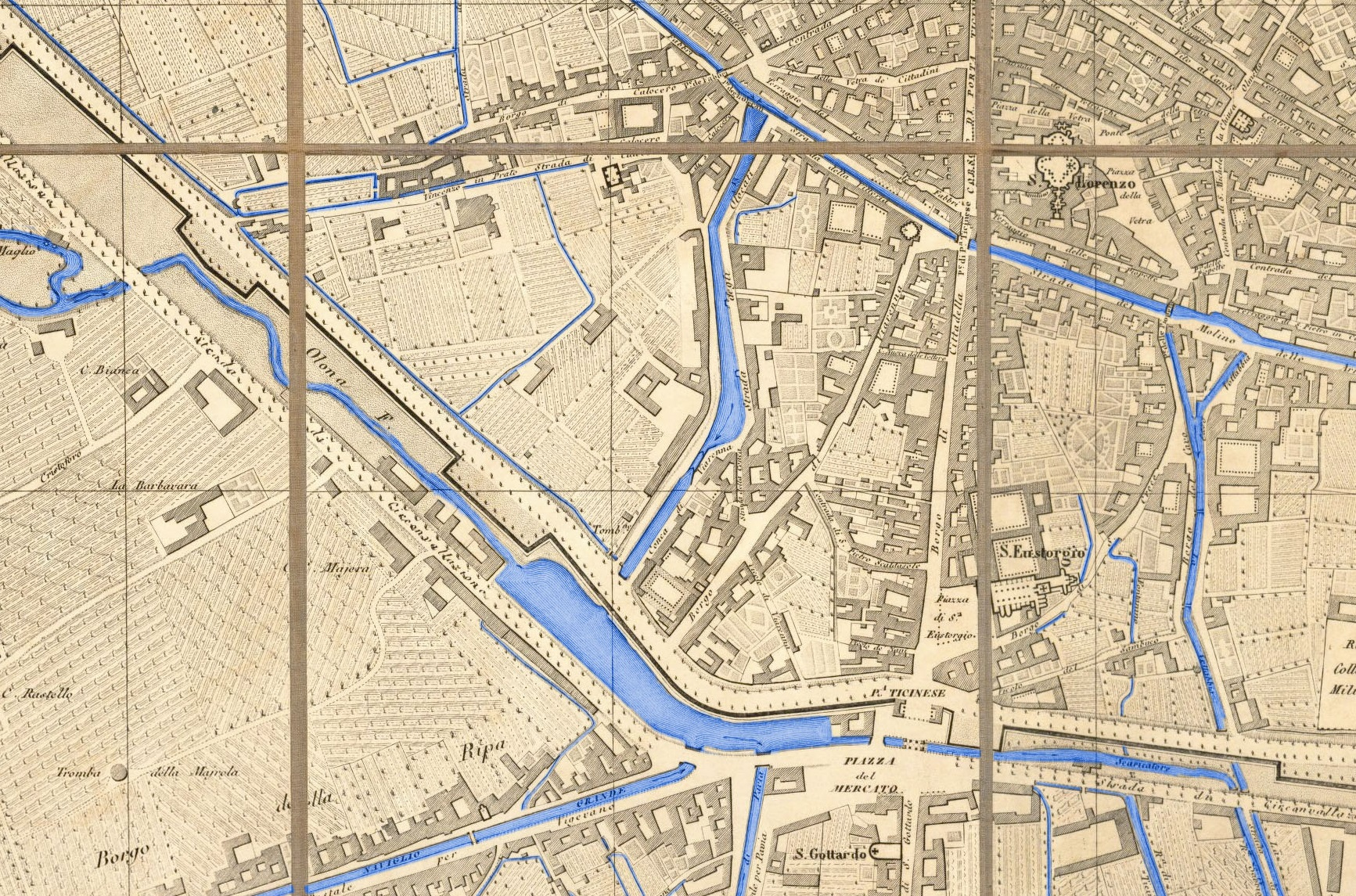
Al centro, che scende verso sud dalla Cerchia dei Navigli e che si immette nella Darsena, il Naviglio Vallone su una mappa di Milano del 1860. Sull'estrema destra, che esce dalla Cerchia dei Navigli, la Vettabbia, mentre sulla sinistra, che entra nella Darsena da nordovest, il fiume Olona. A sud della Darsena si vedono, da sinistra a destra, il Naviglio Grande e il Naviglio Pavese, mentre a est della Darsena lo scolmatore Cavo Ticinello che sfocia nella Vettabbia

Il Naviglio Vallone verso la Conca di Viarenna (che si vede sullo sfondo) all'inizio del XX secolo

Il ponte Vallone, che si trovava lungo il Naviglio Vallone in via Edmondo De Amicis angolo via Conca del Naviglio, quindi sull'incile del canale

Il Naviglio Vallone era l'emissario della Cerchia dei Navigli e uno degli immissari della Darsena di Porta Ticinese. Originariamente scaricava le sue acque nel laghetto di Sant'Eustorgio poi, con l'ampliamento di quest'ultimo a formare la Darsena, che fu realizzata degli spagnoli nel XVII secolo, iniziò a essere l'immissario del nuovo lago artificiale di Porta Ticinese.
Il Naviglio Vallone fu realizzato tra il 1438 e il 1439 su volere di Filippo Maria Visconti per facilitare la costruzione del Duomo di Milano, che venne interamente ricoperto di marmo di Candoglia; era quindi attraversato, tra l'altro, anche dai barconi provenienti dal Lago Maggiore, dove si trovavano le cave di questo materiale da costruzione. Queste imbarcazioni, quando uscivano dal Lago Maggiore, imboccavano il fiume Ticino, poi il Naviglio Grande, il laghetto di Sant'Eustorgio, il Naviglio Vallone, la Cerchia dei Navigli e infine attraccavano al laghetto di Santo Stefano, che era situato nei pressi del cantiere del Duomo, il cui inizio risale al 1386. 
Prima della costruzione del Naviglio Vallone i marmi si fermavano al laghetto di Sant'Eustorgio, per essere poi trasportati al cantiere del Duomo via terra, con tutti i problemi del caso. Poi, con la costruzione, intorno al 1439, del collegamento via acqua tra il laghetto di Sant'Eustorgio e il cantiere del Duomo, che venne realizzato grazie alla costruzione del Naviglio Vallone, all'ampliamento del fossato delle mura medievali di Milano a formare la Cerchia dei Navigli e, infine, alla realizzazione del laghetto di Santo Stefano, il trasporto dei marmi fino al cantiere del Duomo fu interamente via acqua. 
Lungo il percorso del Naviglio Vallone, che era lungo circa 700 metri, si trovava la Conca di Viarenna, che serviva a superare il dislivello di circa due metri che esisteva tra la Cerchia dei Navigli e la Darsena di Porta Ticinese, rendendo così la navigazione meno difficoltosa. La Conca di Viarenna, che venne realizzata nel 1438, fu prima conca di navigazione costruita in Europa.

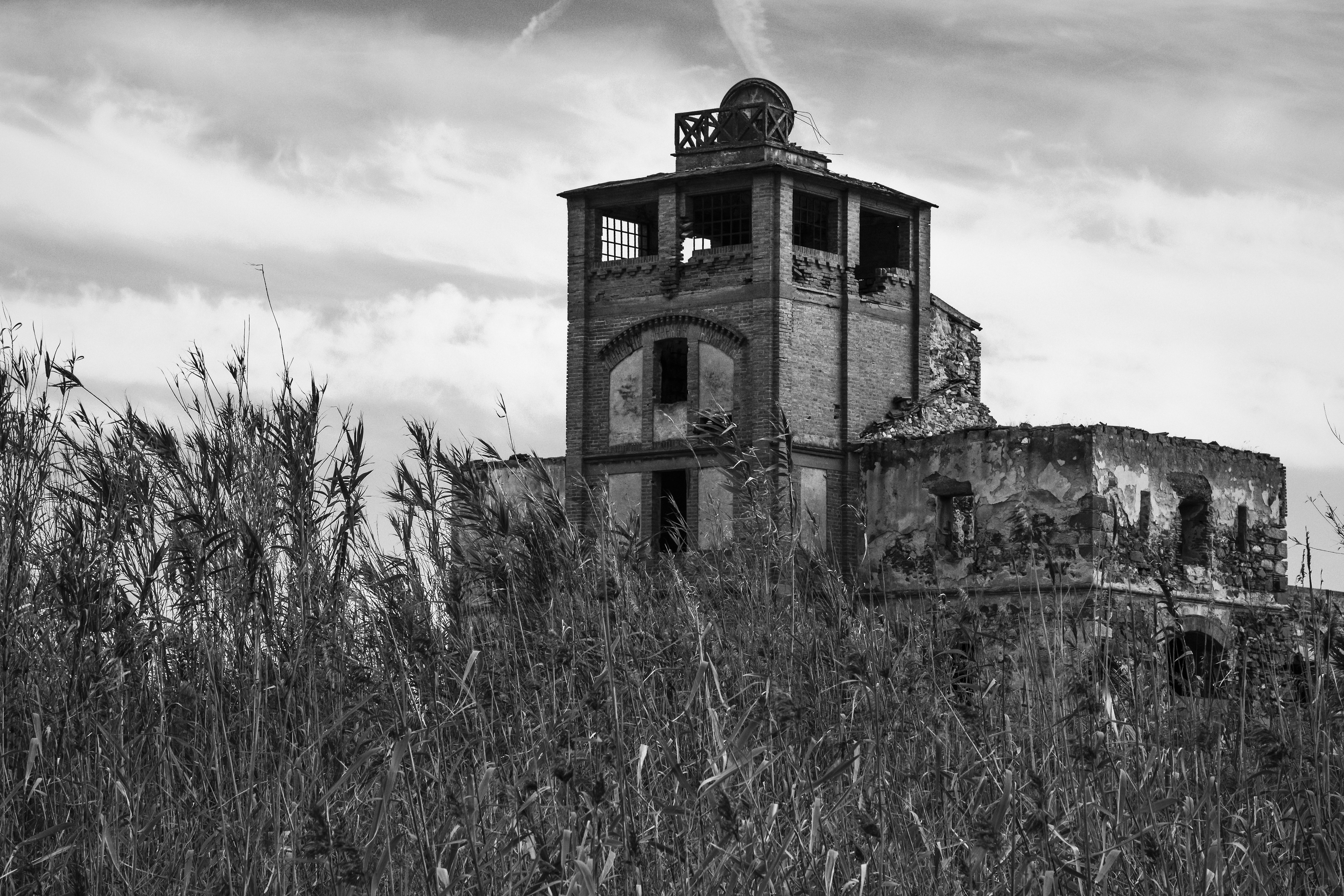
Sulla destra, al centro del caseggiato, la torre del Sale, che si trovava lungo il Naviglio Vallone

Il Naviglio Vallone era situato nel centro storico della città lombarda, nei pressi del luogo dove un tempo sorgeva l'anfiteatro romano di Milano. Il suo incile dalla Cerchia dei Navigli era situato in via Molino delle Armi, nel tratto in seguito reintitolato a Edmondo De Amicis, vicino alla Pusterla dei Fabbri, porta minore ("pusterla") posta sul tracciato medievale delle mura di Milano che venne demolita nell'anno 1900 per motivi viabilistici. Il Naviglio Vallone scendeva poi lungo via Conca del Naviglio (toponimo utilizzato ancora oggi che prende il nome dalla Conca di Viarenna), che fa angolo con via Edmondo De Amicis, giungeva alle mura spagnole di Milano, che sottopassava all'altezza della moderna via D'Annunzio grazie a un varco chiamato, in dialetto milanese, Tombon de Viarenna, per poi scaricare la sua portata nella Darsena di Porta Ticinese. 
L'incile del Naviglio Vallone sulla Cerchia dei Navigli era scavalcato dal ponte Vallone, che si trovava lungo via Edmondo De Amicis angolo via Conca del Naviglio. Questo ponte, conosciuto anche con il nome di ponte degli Olocati, venne costruito per poter permettere il transito pedonale e veicolare lungo quel tratto della Cerchia dei Navigli, che possedeva la strada solo da un lato del canale (l'altra sponda bagnava direttamente le costruzioni che sorgevano lungo il naviglio).
Il Naviglio Vallone, il tratto del Naviglio della Martesana da Porta Nuova alla Conca dell'Incoronata, il Naviglio di San Marco e il laghetto di San Marco sono stati completamente interrati contestualmente agli analoghi lavori di chiusura della Cerchia dei Navigli, ovvero tra il 1929 e il 1930, per necessità viabilistiche ed igieniche: queste ultime erano la conseguenza degli scarichi abusivi degli immobili costeggianti i canali, che finivano nella Cerchia dei Navigli anziché nella rete fognaria.

## Galleria d'immagini

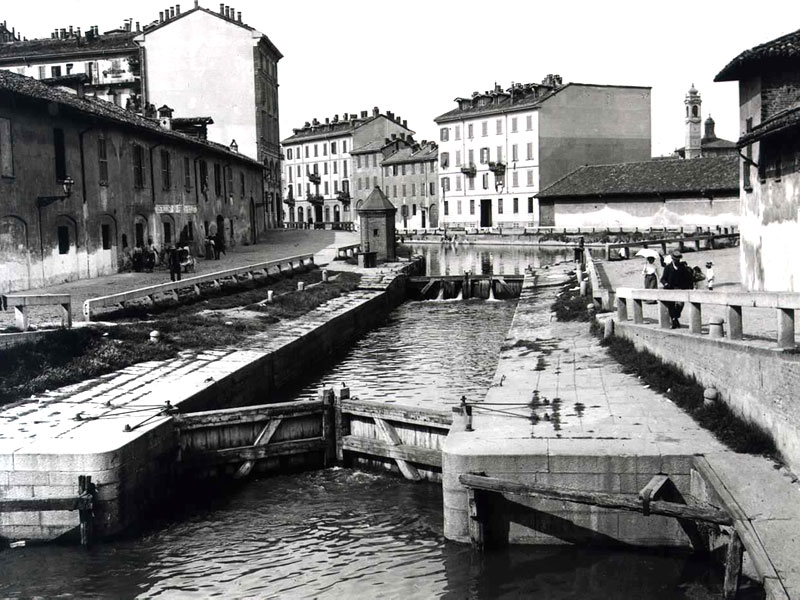
La Conca di Viarenna ancora in funzione agli inizi del XX secolo
Interramento del Naviglio Vallone (1929-1930)
La Darsena costeggiata dalle mura spagnole di Milano in una foto del 1880. Frontalmente, sotto il ponte, si vede la foce in Darsena del Naviglio Vallone